# Frank Dochnal
Frank Dochnal (n. 8 octombrie 1920) a fost un pilot de curse auto american care a evoluat în Campionatul Mondial de Formula 1 în sezonul 1963.
1. ↑   http://www.oldracingcars.com/driver/Frank_J_Dochnal Lipsește sau este vid: |title= (ajutor)